# Мур, Шанте
Шанте Торрейн Мур (англ. Chante Torrane Moore, род. 17 февраля 1967) — американская актриса, телеведущая, певица и автор песен. Дебютный студийный альбом Шанте Мур «Precious» был выпущен в 1992 году. Альбом был сертифицирован Американской ассоциацией звукозаписывающих компаний (RIAA) как золотой. Второй альбом Шанте Мур «A Love Supreme», выпущенный в 1994 году, не стал таким же успешным, как первый. В 1999 году вышел её третий альбом «This Moment Is Mine». Песня «Chanté's Got a Man» из этого альбома стала визитной карточкой Мур и её лучшей песней в чартах по сегодняшний день. Затем вышли ещё три сольных студийных альбома «Exposed» (2000), «Love the Woman» (2008), «Moore Is More» (2013) и два совместных альбома с Кенни Латтимор «Things That Lovers Do» (2003), «Uncovered/Covered» (2006).
В 2013 году Шанте Мур становится участницей реалити шоу на канале TV One «R&B Divas: Los Angeles», она пробыла главной героиней все три сезона вплоть до закрытия шоу.

## Дискография
Сольные альбомы
- Precious (1992)
- A Love Supreme (1994)
- This Moment Is Mine (1999)
- Exposed (2000)
- Love the Woman (2008)
- Moore Is More (2013)
- The Rise of the Phoenix (2017)
- Christmas Back to You (2017)

Совместные альбомы
- Things That Lovers Do (с Кенни Латтимором) (2003)
- Uncovered/Covered (с Кенни Латтимор) (2006)